# Critérium de Callac
Le Critérium de Callac (Côtes-d'Armor) est une ancienne course cycliste bretonne. Elle se disputa de 1946 à 1999.

## Histoire
La course se disputait le mardi suivant le quatrième dimanche de juillet, dans le cadre des festivités annuelles de Callac. Cette date coïncidant généralement avec la fin du Tour de France, furent invitées à partir de 1963, un certain nombre de vedettes de la grande boucle, par l'intermédiaire des managers parisiens Piel et Dousset. La popularité des Poulidor, Anquetil, Merckx, Moser, Kelly puis Hinault, Fignon, LeMond, Jalabert, Virenque, détermina un succès constant pendant une trentaine d'années. À son apogée, de 1974 à 1980, jusqu'à 92 professionnels s'alignèrent au départ de l'épreuve. L'inflation des contrats, le peu d'empressement à s'engager des vedettes internationales, (Indurain, Armstrong), les affaires de dopage amenèrent les organisateurs de Critériums, à Callac, comme ailleurs, à se retirer du calendrier en 2000.
Sous la présidence de Guillaume Cazoulat, Patrick Cadiou, de 1966 à 1986, puis Daniel Bercot, fondateur de la cyclosportive « Pierre le Bigaut », et enfin Bernard Lejeune eurent en mains les rênes de cette manifestation.

## Circuit
Le circuit était long de 140 km avec pour principale difficulté la côte de Pen ar Rhun, à franchir 35 fois.

## Palmarès
| Année | Vainqueur               | Deuxième              | Troisième             |
| ----- | ----------------------- | --------------------- | --------------------- |
| 1946  | Roger Lambrecht         | Oreste Beghetti       | Joseph Hemono         |
| 1947  | Marcel Tiger            | Aristide Drouet       | Oreste Beghetti       |
| 1948  | Lucien Cathelin         | Raymond Scardin       | Georges Audrain       |
| 1949  | Kléber Lemasson         | André Ruffet          | Joseph Morvan         |
| 1950  | Jean Malléjac           | Yvon Nédélec          | François Mahé         |
| 1951  | Marino Contarin         | Raymond Scardin       | Germain Mercier       |
| 1952  | Louison Bobet           | André Ruffet          | Antoine Escartin      |
| 1953  | Joseph Le Cadet         | Albert Bouvet         | Georges Gilles        |
| 1954  | Germain Mercier         | Pierre Michel         | Maurice Pelé          |
| 1955  | Jean Bourlès            | Jean Gainche          | Amand Audaire         |
| 1956  | Georges Gouyette        | Maurice Pelé          | Émile Guérinel        |
| 1957  | Jean Bourlès            | Edouard Bihouée       | Joseph Groussard      |
| 1958  | Jean Bourlès            | Joseph Thomin         | Joseph Morvan         |
| 1959  | Maurice Lavigne         | André Ruffet          | Félix Lebuhotel       |
| 1960  | Francis Pipelin         | Marcel Pouliquen      | Félix Lebuhotel       |
| 1961  | Joseph Thomin           | Joseph Morvan         | Jean Bourlès          |
| 1962  | Gérard Thiélin          | Félix Lebuhotel       | Bernard Beaufrère     |
| 1963  | Joseph Thomin           | Edouard Bihouée       | René Serre            |
| 1964  | Benoni Beheyt           | Gilbert Desmet        | Frans Melckenbeeck    |
| 1965  | Raymond Poulidor        | Frans Aerenhouts      | André Foucher         |
| 1966  | Roger Pingeon           | Jean Arze             | Claude Perrotin       |
| 1967  | Barry Hoban             | Paul Lemeteyer        | François Le Bihan     |
| 1968  | Roger Pingeon           | Bernard Guyot         | Arie den Hartog       |
| 1969  | Jean-Louis Bodin        | Jean-Claude Daunat    | Constantin Dumitrescu |
| 1970  | Cyrille Guimard         | Harm Ottenbros        | Eddy Merckx           |
| 1971  | Cyrille Guimard         | Gerben Karstens       | Walter Godefroot      |
| 1972  | Raymond Poulidor        | Felice Gimondi        | Leif Mortensen        |
| 1973  | Luis Ocaña              | Charly Rouxel         | Bernard Thévenet      |
| 1974  | Cyrille Guimard         | Gerben Karstens       | Jacques Esclassan     |
| 1975  | Eddy Merckx             | Régis Ovion           | Robert Mintkiewicz    |
| 1976  | Joop Zoetemelk          | Lucien Van Impe       | Régis Delépine        |
| 1977  | Bernard Hinault         | Christian Seznec      | Bernard Thévenet      |
| 1978  | Bernard Hinault         | Sven-Åke Nilsson      | Bernard Vallet        |
| 1979  | Bernard Hinault         | Francesco Moser       | Sean Kelly            |
| 1980  | Francesco Moser         | André Chalmel         | Christian Levavasseur |
| 1981  | Maurice Le Guilloux     | Jean-René Bernaudeau  | Christian Seznec      |
| 1982  | Bernard Hinault         | Bernard Vallet        | Jean-René Bernaudeau  |
| 1983  | Gilbert Duclos-Lassalle | Laurent Fignon        | Philippe Leleu        |
| 1984  | Bernard Hinault         | Francesco Moser       | Pierre Le Bigaut      |
| 1985  | Frédéric Vichot         | Francis Castaing      | Charly Mottet         |
| 1986  | Bernard Hinault         | Yvon Madiot           | Ronan Pensec          |
| 1987  | Jean-François Bernard   | Laurent Fignon        | Jean-Claude Leclercq  |
| 1988  | Ronan Pensec            | Marc Madiot           | Éric Boyer            |
| 1989  | Greg LeMond             | Gérard Rué            | Éric Caritoux         |
| 1990  | Philippe Louviot        | Ronan Pensec          | Thierry Claveyrolat   |
| 1991  | Greg LeMond             | Jean-François Bernard | Thierry Claveyrolat   |
| 1992  | Laurent Fignon          | Pascal Lino           | Éric Boyer            |
| 1993  | Pascal Lino             | Jacky Durand          | Claudio Chiappucci    |
| 1994  | Richard Virenque        | Thomas Davy           | Ronan Pensec          |
| 1995  | Laurent Madouas         | Laurent Jalabert      | Richard Virenque      |
| 1996  | Stéphane Heulot         | Laurent Madouas       | Laurent Roux          |
| 1997  | Laurent Jalabert        | Richard Virenque      | Laurent Madouas       |
| 1998  | Jacky Durand            | Christophe Rinero     | Stéphane Heulot       |
| 1999  | Stéphane Heulot         | Sébastien Hinault     | Jaan Kirsipuu         |